# Point Marsden
Point Marsden är en udde i Australien. Den ligger i delstaten South Australia, omkring 110 kilometer sydväst om delstatshuvudstaden Adelaide. Point Marsden ligger på ön Kangaroo Island.
Trakten är glest befolkad. Närmaste större samhälle är Kingscote, nära Point Marsden. 
Genomsnittlig årsnederbörd är 753 millimeter. Den regnigaste månaden är juni, med i genomsnitt 143 mm nederbörd, och den torraste är januari, med 21 mm nederbörd.